# هیزل رز مارکس
هیزل رز مارکس (انگلیسی: Hazel Rose Markus؛ زادهٔ ۹ مارس ۱۹۴۹) یک روان‌شناس اجتماعی، پژوهشگر بریتانیایی-آمریکایی است.
او یکی از پیشگامان روان‌شناسی فرهنگی است و در حال حاضر استاد علوم رفتاری در دانشگاه استنفورد است.
وی عضو انجمن روان‌شناسی آمریکا و فرهنگستان هنر و علوم آمریکا است و در سال ۲۰۱۶ میلادی به عضویت آکادمی ملی علوم درآمد.